# Noblella carrascoicola
Noblella carrascoicola és una espècie d'amfibi que viu a Bolívia.